# Jorge Corona
Jorge Antonio Femenías (San Martín, Buenos Aires; 2 de agosto de 1943), conocido artísticamente como Jorge Corona, es un actor y humorista argentino de teatro, cine y televisión. 

## Carrera
Corona debutó con su primer nombre artístico Jorge Chiva cuando trabajaba actuando en peñas. Luego el actor, productor y mánager Juanito Belmonte le puso el apellido Corona.
Hijo menor de cinco hermanos de un matrimonio cuyo padre era valenciano, y tenía una quinta donde plantaba frutillas y flores y  un puesto frente al cementerio de Flores; y su madre Ana María ama de casa, correntina. La hermana de su madre era la madre de Guillermo Parodi, quien es el marido de la cantante, política y actriz Teresa Parodi.
Como humorista, en la década del '70 se desplegó en numerosas obras teatrales del género de revista, café concert y comedia. Comenzó su carrera al lado de José Marrone. También tuvo su incursión en la pantalla grande junto a aclamadas figuras de la escena nacional como Guillermo Francella, Fernando Siro, Ana María Giunta, Emilio Disi, entre otros.
Con más de 40 años de trayectoria, combinando sus chistes, hizo espectáculos en todo el país (Mar del Plata, Capital Federal, La Plata, Villa Carlos Paz, entre otras ciudades), Uruguay, Paraguay y Australia, inclusive. También grabó decenas de discos con cuentos y chistes que se hicieron muy conocidos en los primeros cineclubs del país.
Comenzó su carrera al lado de José Marrone, un distinguido actor y humorista que marcaría a fuego su caminar por las tablas. Llegó al Teatro El Nacional de la mano de Alejandro Romay cuando lo vio en un café-concert en el barrio de Flores en 1972, revista en la que estaban además Libertad Leblanc, Darío Vittori, Calígula y Alfredo Alaria.
Ha ganado premios Estrella de Mar como mejor "Actor cómico", en varias temporadas teatrales marplatenses.
Admitió e hizo públicos sus problemas personales como su superación ante el alcoholismo, las drogas, la depresión, sus enemistades con colegas del ambiente (Eliana Guercio, Wanda Nara y Mariana Diarco), sus otros problemas de salud y su crisis matrimonial.
En el 2022, Corona a sus 78 años, comunicó a los medios su retiro de las tablas y del medio artístico.

## Filmografía
- 1982: El humor ya tiene Corona (video humorístico).
- 1988: Paraíso Relax (Casa de masajes) junto a Amalia "Yuyito" González, Guillermo Francella, Fernando Siro, Ana María Giunta, Carlos Rotundo, Silvia Peyrou, Thelma Del Río, Selva Mayo, Gerardo Baamonde, Liliana Pécora, Emilio Vidal, Max Berliner, Lia Crucet, Patricia Solía, Antonio Calvar, Menchu Quesada, Divino Vivas, Andrés Vicente, Carlos Trigo, Carlos Rivkin, Alberto Busaid, Macarena, Sandra Milo, Néstor "Chiqui" Reynoso, Carlos Artigas, Marcelo Morales y Beatriz Salomón.
- 1988: Video risa de Jorge Corona (video humorístico) junto a Silvia Peyrou, Dúo Contrapeso, Antonio Calvar, Chiqui Reynoso, Raúl Martorel y Daniel Granados.
- 1988: Corona se va al Karate (video humorístico) junto a Tandarica, Silvia Peyrou, María José Orsi, Pablo Nápoli, Reynaldo Alcaraz y Ricardo Mellia.
- 1988: Corona y sus mujeres (video humorístico) junto a Beatriz Salomón, Amalia "Yuyito" González, Silvia Peyrou y Lia Crucet.
- 1989: Buscado!!! Por matar de risa - Video risa dos (video humorístico) junto al Grupo Alicia, Mariel, Graciela, Marcelo y Cirilo, Edgar Blake, Raúl Padella y su International Show Ballet
- 1989: Anda a cargar (video humorístico) junto al Conjunto Superclan y Los Flamencos.
- 1989: Corona presidente (video humorístico) junto a Beatriz Salomón, Eduardo Rojo, Pablo Nápoli, Alfredo Lepore y Too Much.
- 1990: Duro de pelar y su arma mortal (video humorístico) junto a Beatriz Salomón, Jorge Troiani, Pedro Mossi, Alfredo Allende y El Mago Fuyito.
- 1993: Corona 93 (video humorístico).
- 1994: Video de oro de Jorge Corona (video humorístico) junto a Alejandra Roth y Andrés Redondo.
- 1994: ¡¡Comiquísima!! La revista caliente (video humorístico) junto a Beatriz Salomón, Ricardo Morán, Valeria Notari, Silvana Pane, Alejandra Domínguez, Marife Lecoq, Nicole y Ricardo y Alberto Anchart.
- 1995: ¡¡Corona contraataca (video humorístico) junto a Alfredo Lepore, Susana Reposso, Karina Álvarez, Etelvina Grass, Varona, Jorge Porcel, Larry y Mario Fortuna (h).
- 1996: El show de Jorge Corona (video humorístico).
- 2014: Dulces noches de Buenos Aires junto a Emilio Disi, Nicolás Pauls, Gonzalo Urtizberea. Celeste Muriega, Macarena Lemmos, Belén López Marco, Martín Borcosque, Carlos F. Borcosque (h), Daniel Kargieman, Alex Freyre y Maite Mosquera.[9]

## Discografía original
- El humor ya tiene Corona Simultáneamente (1982).
- 1..2..3..! Bravo!! Super verde Vol. 2
- Diarrisa total! Vol. 3 - CABAL.
- No lo para nadie.
- Un campeón peculiar (1992).
- Corona Match (1997).

## Televisión
- 1981/1983: De lo nuestro con humor.[10]
- 1998/1999: El humor de Café Fashion.
- 1996/2000: Videomatch.
- 2001: Siempre Sabado (Participación especial).
- 2008: La risa es bella (participación especial).
- 2012: Fort Night Show (participación especial).
- 2013: Metidos TV (participación especial).
- 2019: Showmatch (participación especial en la primera emisión).

## Teatro
- El show de Jorge Corona (1974).
- Colitas pintadas (1974), encabezada por Santiago Bal, Violeta Rivas, Raúl Lavie, Eduardo Muñoz, Guido Gorgatti y Amparito Castro.
- Viva la libertad (1975), con Libertad Leblanc, Darío Vittori, Alfredo Alaria, Calígula y Guido Gorgatti. Una revista de Alejandro Romay.
- Verdíssima 81 (1981), con Alfredo Barbieri y Carmen Barbieri.
- Los Locos están Locos (1981) en el Teatro Tabarís, junto con Alberto Locati.
- Jorge Corona (1982) en el Teatro Mi País de Mar del Plata,.
- Revista de Carlos Paz (1985) junto a Pedrito Rico, Adriana Aguirre, Don Pelele y Sandra Villarruel.
- La noche tiene Corona (1986), junto a Tini Araujo.
- Jorge Corona y sus mujeres (1990).
- El Corona Gate (1992) Teatro Esmeralda  junto a Las Primas.
- Picantísima (1993) Teatro Maipo junto a Beatriz Salomón, Silvia Süller, Alberto Anchart y elenco.
- Comiquísimo, la revista caliente (1993) - Teatro Maipo de Buenos Aires junto a Tristán, Beatriz Salomón, Ricardo Morán, Boridi y elenco.
- Tanga feroz (1994) Teatro La Campana (Mar del Plata) junto a Silvia Süller, Alberto Anchart, Las Guerreras, Marcelo y Cirilo y elenco.
- Corona presidente (1994).
- Un Cacho de Corona (1994/1995) junto a Cacho Castaña, Silvia Peyrou, Gustavo Pastorini, Las Lobas, Palestrini y Delier.
- Ricos y fogosos (1997) - Teatro Provincial (Mar del Plata) junto a Silvia Süller, Mónica Ayos, Romina Gay y elenco.
- Corona al gobierno, Süller al poder (1999), junto con Silvia Süller y Moisés Ikonicoff.
- Gansoleros (1999).
- Petardos del humor (2000) En Villa Carlos Paz (Córdoba) junto a Marixa Balli, María Eugenia Ritó, el dúo cómico Stan y Lasky y elenco.
- Divertidísimo (2000), con Mónica Ayos, Yanina Zilly, María Eugenia Ritó y Gladys Florimonte
- Coronadytos (2001) junto a Marixa Balli, Panam, Martín Russo, Gladys Florimonte, Fernando Ramírez, Daniel Aye, y el dúo cómico mendocino Stan y Lasky.
- Reíte país (2002), junto a Gladys Florimonte, Tristán, Mónica Ayos, Alejandra Pradón y Rafael Cini.
- Corona 2003 (2003), Mar del Plata junto a Gladys Florimonte, Mónica Ayos, María Gianmaría, Yanina Zilly y Teto Medina.
- El viaje del humor (2005) junto a Zulma Faiad, Marixa Balli, Jorge Troiani, Lisandro Carret y Noelia "La Gata" Martínez.
- Risas al portador (2007).
- Carlos Paz tiene Corona (2009).
- Juana tiene Corona (2010), junto a la vedette Iliana Calabró.
- La revista de la tele (2011), Teatro Gran Rex junto a Johnny Allon, Miguel Ángel Cherutti, Gladys Florimonte, Alacrán, Carlos Sánchez, Rodrigo Vagoneta, Adriana Brodsky, Leo Rosembaser, Mónica Cruz y gran elenco.
- Papanatas 2 (2012), junto a Tristán, Fernando Ramírez, Mónica Farro, Gabriela Mandato y Brenda Dominic.[11]
- Colonizados de la risa (2014) con Sander Maurín.
- Prisioneros de la risa (2018) con El Mago Sin Dientes, Hijitus y Sandra Domínguez.[12]
- Humor a la ReFaSi (2019), junto a Jorge Troiani, Juan Acosta y Adriana Soto
- Corona tiene magia (2022), junto al Mago sin dientes.